# 1. februar
1. februar er dag 32 i året, i den gregorianske kalender. Der er 333 dage tilbage af året (334 i skudår).
Brigidas dag. Der er tale om en irsk helgeninde der var så from, at der over hendes hus brændte en klar lue. Hun døde i sit kloster i år 523.
1. februar er 'Baked Alaska Day' i USA.

### Begivenheder
Født - Dødsfald
- 1422 - Freden i Groningen
- 1757 - I Danmark bliver der indført bødestraf for drukkenskab.
- 1796 - Upper Canadas hovedstad forlægges fra Newark (det nuværende Niagara-on-the-Lake) til York (det nuværende Toronto).
- 1797 - Den danske stat indfører Toldloven af 1797.
- 1864 - Østrigske og preussiske tropper går over Ejderen - og dermed er krigen mod Danmark startet. Danskerne har 4 sårede, 7 fangne og 3 savnede efter det første sammenstød. De allierede tyskere og preussere lider ingen tab. De danske forposter trækker sig tilbage til Dannevirke-stillingen.
- 1866 - Nyhedsbureauet Ritzaus Bureau stiftes af Erik Nicolai Ritzau i København.
- 1884 - Første bind af Oxford English Dictionary udgives.
- 1906 - Folkehøjskolelæreren Símun av Skarði skriver digtet Mítt alfagra land (mit meget fagre land), som bliver Færøernes nationalsang.
- 1917 - Tyskland proklamerer "uindskrænket ubådskrig". Det sker i et forsøg på at skabe en total blokade af England for at tvinge landet til fred. Det betyder, at dansk skibsfart næsten går i stå efter et par sænkninger med mange døde. I alt sænker tyske ubåde under 1. verdenskrig 5.234 skibe - deraf ca. 250 danske. Kun 178 ubåde lider samme skæbne. 667 danske søfolk i handelsflåden mister livet under krigen som følge af den uindskrænkede ubådskrig.
- 1918 - Rusland går over til den gregorianske kalender.
- 1919 - Den første ”Miss America” konkurrence bliver afholdt. Konkurrencen afholdes i New York City og bliver vundet af en kvinde, der både er gift og mor til to børn.
- 1946 - Den norske politiker Trygve Lie bliver den første FN-generalsekretær.
- 1949 - Det amerikanske pladeselskab RCA Victor udsender historiens første single, der kører med 45 omdrejninger i minuttet. 45-singlen slår snart efter 78'eren ud af markedet.
- 1953 - Det danske landsting afskaffes.
- 1958 - Egypten og Syrien går sammen i den Forenede Arabiske Republik.
- 1968 - Saigons politigeneral Nguyen Ngoc Loan skyder på åben gade foran snurrende tv-kameraer en vietcong-soldat ved en ren henrettelse. Handlingen vækker afsky over hele verden.
- 1979 - Irans religiøse overhoved Ayatollah Khomeini vender tilbage til Iran efter mange års eksil i Paris, Frankrig. Millioner af iranere giver ham en stormende velkomst.
- 1987 - 24 buspassagerer bliver dræbt i den værste bilulykke i Jugoslavien siden 2. verdenskrig, da en danske lastvognschauffør kører ind i bussen. Chaufføren anklages for uforsvarlig kørsel, og sagen bliver stærkt omtalt i Danmark. I april får han 6 års fængsel som eneansvarlig for ulykken, der sker i stærkt snevejr. Han løslades i maj 1989 efter en udvekslingsaftale mellem Danmark og Jugoslavien.
- 1987 - Terry Williams fra Los Gatos i Californien, USA, vinder historiens til da største gevinst på en enarmet tyveknægt - nemlig 4,9 millioner $.
- 1997 - Mere end 50 år efter 2. verdenskrigs afslutning får danske SS-frivillige stadig udbetalt pension fra Tyskland for deres deltagelse i Hitlers krigsmaskine, oplyser de tyske myndigheder.
- 2001 - Den 44-årige libyske efterretningsagent Abdel Basset al-Megrahi idømmes livsvarigt fængsel for bombeattentatet mod en Pan-Am jumbojet over Lockerbie i Skotland i 1988. Attentatet kostde 270 mennesker livet.
- 2002 - Christian List starter den danske Wikipedia.
- 2002 - Bortførerne af den amerikanske journalist Daniel Pearl i Pakistan kræver 2 millioner dollars for at løslade ham.
- 2003 - Under nedstigning gennem Jordens atmosfære ødelægges NASAs rumfærge Columbia 15 minutter før landingen, og de 7 astronauter omkommer.
- 2004 - Over 240 pilgrimme trampes til døde under hadjen i Mekka.
- 2004 - Janet Jackson viser kort sit bryst under halvlegsunderholdningen i Super Bowl finalen, hvilket skaber stor furore og forargelse i den amerikanske offentlighed.
- 2006 - Aviser i flere europæiske byer bringer Jyllands-Postens og egne tegninger af Muhammed og kalder det et værn om ytringsfriheden.
- 2007 - Danmarks politi tager et nyt telefonnummer i brug - 114. Med dette nummer er det muligt at komme i kontakt med den nærmeste politistation.
- 2007 - En ny lov træder i kraft i Frankrig, som gør det forbudt at ryge på offentlige steder.
- 2007 - TV 2 Radio går i luften på Sky Radios gamle sendefrekvens.
- 2008 - Centrum-Demokraterne ophører med at eksistere ifølge en beslutning truffet på et ekstraordinært landsmøde afholdt 27. januar 2008.

### Født
- 1572 - Ellen Marsvin, Christian 4.'s svigermor (død 1649).
- 1894 - John Ford, amerikansk filminstruktør (død 1973).
- 1901 - Clark Gable, amerikansk skuespiller (død 1960).
- 1901 - Frank Buckles, amerikansk veteran fra første verdenskrig (død 2011).
- 1902 - Langston Hughes, afrikansk amerikansk forfatter (død 1967).
- 1909 - George Beverly Shea, amerikansk gospel-sanger (død 2013).
- 1915 - Stanley Matthews, engelsk fodboldspiller (død 2000).
- 1918 - Muriel Spark, skotsk forfatter (død 2006).
- 1921 - Peter Sallis, engelsk skuespiller (død 2017).
- 1931 - Boris Jeltsin, Ruslands første frit valgte præsident (død 2007).
- 1937 - Don (Isaac Donald) Everly, amerikansk sanger i The Everly Brothers.
- 1937 - Ray Sawyer, amerikansk sanger i Dr. Hook (død 2018).
- 1939 - Dario Campeotto, italiensk-født, dansk sanger og skuespiller (død 2023).
- 1942 - Terry Jones, walisisk komiker, skuespiller og forfatter (død 2020).
- 1944 - Aage Haugland, dansk operasanger (død 2000).
- 1952 - Helle Lokdam, dansk advokat.
- 1952 - Jeppe Eisner, dansk billedkunstner.
- 1958 - Søren Lerby, dansk fodboldspiller og spilleragent.
- 1959 - Lone Krag Sehested, dansk jurist og politidirektør.
- 1962 - Takashi Murakami, japansk popkunstner.
- 1965 - Stéphanie, monegaskisk prinsesse.
- 1968 - Lisa Marie Presley, amerikansk sanger og skuespiller.
- 1972 - Christian Ziege, tysk fodboldspiller.
- 1973 - Yuri Landman, hollandsk eksperimenterende musikinstrumentbygger, tegneseriekunstner og musiker.
- 1980 - Ellen Trane Nørby, dansk folketingsmedlem.
- 1994 - Harry Styles, britisk sanger og medlem af One Direction.

### Dødsfald
- 1733 - August den Stærke, polsk konge (født 1670).
- 1851 - Mary Shelley, engelsk forfatter (født 1797).
- 1907 - Peder Hansen, dansk husmand og politisk agitator, socialdemokrat (født 1833).
- 1944 - Piet Mondrian, hollandsk maler (født 1872).
- 1966 - Buster Keaton, amerikansk filmkomiker (født 1895).
- 1976 - Werner Heisenberg, tysk fysiker og modtager af Nobelprisen i fysik (født 1901).
- 1986 - Alva Myrdal, svensk politiker og modtager af Nobels fredspris (født 1902).
- 1988 - Bo Bendixen, dansk sanger, entertainer og danseinstruktør (født 1935).
- 2002 - Hildegard Knef, tysk sanger og skuespiller (født 1925).
- 2003 - Bodil Kjer, dansk skuespillerinde (født 1917).
- 2007 - Abu Laban, dansk imam (født 1946).
- 2007 - Gian-Carlo Menotti, italiensk komponist (født 1911).
- 2010 - David Brown, amerikansk filmproducent (født 1916).
- 2012 - Wisława Szymborska, polsk digter og modtager af Nobelprisen i litteratur (født 1923).
- 2013 - Edward Koch, tidligere New York-borgmester (født 1924).
- 2015 - Henrik Otbo, dansk rigsrevisor (født 1949).

|  | Denne datoartikel kan blive bedre, hvis der indsættes et (bedre) billede Du kan hjælpe ved at afsøge Wikimedia Commons for et passende billede eller uploade et godt billede til Wikimedia Commons iht. de tilladte licenser og indsætte det i artiklen. |